# Vlag van oblast Leningrad
De vlag van oblast Leningrad is in gebruik sinds 9 december 1997. De vlag heeft banen in dezelfde volgorde als de Russische vlag en vertegenwoordigt de rol van de oblast als federaal onderdaan van de Russische Federatie. De bovenste twee derde van de vlag is wit met blauwe en rode golven (elk 1/6 van de vlagbreedte) die langs de onderkant lopen. Deze blauwe en rode golven worden gescheiden door een witte lijn. In het midden van het witte vlak staan het wapen van oblast Leningrad, die een zilveren anker te zien, gekruist door een gouden sleutel voor een witte vestingmuur, op een blauw veld. Het anker staat voor de rol van de oblast als zeehaven, terwijl de sleutel symboliseert hoe Rusland via de Oostzee toegang kreeg tot het Westerse wereld. Daarnaast illustreert de vestingmuur de rol van deze regio in het garanderen van de veiligheid van Rusland.